# Snogedyssen
Der Snogedyssen war eine megalithische Grabanlage der jungsteinzeitlichen Nordgruppe der Trichterbecherkultur im Kirchspiel Gentofte in der dänischen Kommune Gentofte. Er wurde um 1859 zerstört.

## Lage
Das Grab lag in Vangede am Standort des heutigen Hauses Herredsvej 63.

## Forschungsgeschichte
Um 1839 begann der damalige Hofbesitzer mit der Abtragung des Grabes. Die Arbeiten mussten aber wegen des Todes von drei Pferden abgebrochen werden und wurden erst um 1859 vollendet. Bei der Zerstörung des Grabes wurden Funde geborgen. Im Jahr 1899 führten Mitarbeiter des Dänischen Nationalmuseums eine Dokumentation der Fundstelle durch. Zu dieser Zeit waren keine baulichen Überreste mehr auszumachen.

## Beschreibung

### Architektur
Die Anlage besaß eine Hügelschüttung unbekannter Form und Größe. Über eine mögliche steinerne Umfassung ist nichts bekannt. Der Hügel enthielt zwei Grabkammern, die ein Doppelganggrab bildeten. Die beiden nebeneinander stehenden Kammern waren ost-westlich orientiert. Zu ihren Maßen liegen keine Angaben vor.

### Funde

#### Bestattungen
In den Kammern wurden Skelettreste von acht Individuen festgestellt.

#### Beigaben
Die Kammern enthielten zahlreiche Beigaben. Aus Stein und Feuerstein wurden folgende Gegenstände gefunden: Zwei geschliffene schwere dicknackige Steinbeile, ein Bruchstück eines schweren dicknackigen Feuersteinbeils, sechs geschliffene dünnblattige dicknackige Feuerstein-Beile, sechs geschliffene Meißel, zwei Bruchstücke von Feuerstein-Meißeln, ein Feuerstein-Dolch, 13 Abschläge, eine nicht fertiggestellte spätneolithische Pfeilspitze, ein verbranntes Feuerstein-Bruchstück, sieben Feuerstein-Messer, ein flækkeildsten(?) und fünf Pfeilspitzen.
Weiterhin wurden zwei Bernstein-Perlen, eine Schale mit konkavem Hals und unbestimmte Keramikscherben gefunden.
Die beiden Meißel-Bruchstücke sind verschollen, alle anderen Funde befinden sich heute im Dänischen Nationalmuseum.